# Guti
Guti, właśc. José María Gutiérrez Hernández (ur. 31 października 1976 w Torrejón de Ardoz) – hiszpański piłkarz występujący na pozycji pomocnika oraz trener.

## Życiorys
Pierwsze piłkarskie kroki stawiał w małym klubie Rayito. Został tam wypatrzony przez łowców talentów Realu Madryt i w wieku 9 lat trafił do ich szkółki piłkarskiej. Na stadion Chamartín dojeżdżał pociągiem z oddalonej o 15 kilometrów dzielnicy Torrejón. W tamtym czasie jego największym sukcesem było zdobycie Pucharu Hiszpanii juniorów, gdzie w finale, w Sewilli, strzelił 2 z 3 bramek dających zwycięstwo.
Talent młodego Hiszpana został dość szybko dostrzeżony i zaczął być powoływany do młodzieżowych reprezentacji Hiszpanii. Przeszedł wszystkie stopnie piłkarskiego szkolenia w młodzieżowych zespołach Realu i wreszcie jego dobra postawa w Realu B zaowocowała powołaniem do pierwszej drużyny, a stało się to dzięki trenerowi Jorge Valdano, który postanowił dać szansę kilku młodym wychowankom.
Debiut w Primera División nastąpił w klubie Real Madryt Castilla 2 grudnia 1995 roku w wygranym 4:1 meczu przeciwko Sevilli na Estadio Santiago Bernabéu. Guti w 60. minucie spotkania zmienił Amaviscę. Sezon zakończył z dziewięcioma występami na koncie i jedną bramką strzeloną drużynie z Realu Valladolid.
Jego talent ciągle się rozwijał, coraz częściej grał od pierwszej minuty, powoli na swoje konto mógł zapisywać pierwsze tytuły. W 1997 roku było to Mistrzostwo Hiszpanii – wtedy trenerem Realu był Fabio Capello. Guti wspomina ten sezon jako bardzo ciężki. Capello lubił, gdy młodzi zawodnicy przychodzili na treningi pół godziny wcześniej i wkładali w nie więcej wysiłku. W 1998 Real (po 32 latach) zdobywa upragniony Puchar Mistrzów. Nie wystąpił w finale, ale dzięki kilku jego występom we wcześniejszych meczach, trofeum zostaje zapisane na jego koncie. W tym samym roku Hiszpania zdobyła Mistrzostwo Europy U-21 w Rumunii z Gutim w składzie. Ciągle umacniał swoją pozycję w Realu i w sezonie 1998/1999 zaczął regularnie grać z Fernando Redondo na środku pomocy stołecznej drużyny. Był wtedy graczem dość impulsywnym, kiedyś niezadowolony z decyzji trenera – a był nim wtedy John Toshack – zwyzywał go po meczu, za co został odsunięty na jakiś czas do drużyny rezerw. Z kolei w sezonie 1999/2000 w różnych rozgrywkach dostał aż 4 czerwone kartki. Mimo wszystko, ten sezon mógł zaliczyć do bardzo udanych. Wystąpił w nim w lidze 28 razy i strzelił 6 bramek, sporo jeśli weźmie się pod uwagę, iż do tego czasu strzelił ich dla Realu zaledwie trzy.
Piątego maja 1999 roku w meczu z Chorwatami w Sewilli (3:1) zadebiutował w reprezentacji Hiszpanii, zmieniając Engongę w drugiej połowie. Nie cieszył się jednak zaufaniem selekcjonera kadry – José Antonio Camacho. Powołania były raczej sporadyczne i na mało ważne mecze towarzyskie.
Drugim ważne wydarzenie w życiu Gutiego w 1999 roku był ślub 22 czerwca w kościele Inglesia de Los Jeronimos w Madrycie. Jego wybranką została prezenterka telewizyjna – Arancha Benito. Owocem tego związku są córeczka Zaira oraz syn Aitor.
Tymczasem, w roku 2000 po raz drugi mógł się on cieszyć ze zdobycia Pucharu Mistrzów. Jednakże znów nie dane mu było zagrać w finale, gdyż najpierw w ćwierćfinałach musiał pauzować za jedną z tych czerwonych kartek, otrzymaną w ostatnim meczu grupowym z Rosenborgiem, a następnie przytrafiła mu się kontuzja kostki – ostatecznie w meczu finałowym z Valencią Guti nie zasiadł nawet na ławce rezerwowych. Mało brakowało, a zostałby wtedy zmuszony do opuszczenia Madrytu, gdyż ówczesny dyrektor sportowy Realu – Pirri – wydał o nim niepochlebną opinię. Stwierdził, że Guti nie podchodzi profesjonalnie do zawodu piłkarza i jest niegodny bycia graczem Realu. Piłkarz został wystawiony na sprzedaż. Na szczęście dla Gutiego, prezydentem został Florentino Pérez, a zatrudniony przez niego nowy dyrektor sportowy, Jorge Valdano uciął wszelkie spekulacje o transferze i podpisał z José nowy, 4-letni kontrakt.
Gutiérrez coraz lepiej potrafił dyrygować partnerami. W jednym z meczów towarzyskich w przerwie letniej, a dokładnie z AC Milan, dał popis swoich umiejętności. W Realu nie zagrały wtedy największe gwiazdy, które odpoczywały po EURO 2000, a przeciwnicy wystąpili w najsilniejszym składzie. Guti, będąc kapitanem w tym meczu, wspaniale kierował grą w większości młodszych kolegów dzięki czemu drużyna z Madrytu wygrała aż 5:1, a on sam strzelił dwie bramki i zaliczył jedną asystę. Tym większe było zdziwienie, gdy w następnym sezonie zaczął grać w ataku. A przyczyniło się do tego to, że w Madrycie pojawiło się kilku środkowych pomocników – oprócz grającego już rok Ivána Helguery – Claude Makélélé, Albert Celades i Flávio Conceição oraz ciągłe kontuzje odnoszone przez czołowego napastnika, Fernando Morientesa. Wywiązywał się ze swoich obowiązków znakomicie, strzelając 14 bramek w lidze, które między innymi przyczyniły się do zdobycia Mistrzostwa Hiszpanii w 2001. Do bramek w lidze dołożył jeszcze 4 gole w Lidze Mistrzów, a jednym z nich, strzelonym głową w meczu ze Sportingiem 25 października 2000 roku (4:0), wpisał się do kronik jako strzelec 500-nej bramki dla Realu Madryt w europejskich pucharach. Gdy na boisku brakowało Fernando Hierro i Raúla, to on nosił opaskę kapitańską. Po sprowadzeniu do Madrytu Zinédine’a Zidane’a, ciężko mu było wrócić na nominalną pozycję ofensywnego pomocnika.
Guti dalej grał w ataku na zmianę z Morientesem. Świetne występy, jak na przykład hattrick z Villarrealem, przeplatał gorszymi. Mógł stać się bohaterem Madrytu, ale w meczu z odwiecznym rywalem – FC Barcelona – nie wykorzystał dwóch stuprocentowych sytuacji. W 2002 roku Real Madryt znów wygrał Ligę Mistrzów. Guti ponownie nie zaliczył nawet minuty w finale. Pewnie wszedłby na boisko, gdyby nie kontuzja Césara i konieczność zmiany bramkarza.
Sezon 2002/2003 to dla Gutiego rozczarowanie. Do Madrytu przybył Ronaldo, a Hiszpan wylądował na ławce rezerwowych. Zastanawiał się nad zmianą klubu, co jednak nie doszło do skutku.
Poprawiła się natomiast jego sytuacja w reprezentacji. Po nieudanych Mistrzostwach Świata w Korei i Japonii z selekcjonerskiej posady zrezygnował Camacho, a jego miejsce zajął Iñaki Sáez. W jego reprezentacji dość ważne miejsce zajął właśnie Guti. 12 października 2002 r. w meczu z Irlandią (3:0) strzelił głową swoją pierwszą bramkę w reprezentacji, po dokładnym dośrodkowaniu pomocnika Barcelony – Xaviego.
25 kwietnia 2003 roku Guti i jego żona, Arancha, ogłosili separację.
Guti pod koniec sezonu 2002/2003 dostał szansę gry w pierwszej jedenastce w ćwierćfinale Ligi Mistrzów z Manchesterem United, na pozycji defensywnego pomocnika. Wykorzystał szansę i do końca sezonu miał pewne miejsce w składzie. Tymczasem jeszcze przed końcem sezonu Pérez i Valdano sprowadzili do Madrytu Davida Beckhama – Guti wcześniej mówił, iż jeśli ten przyjdzie do „Królewskich”, to on prawdopodobnie pożegna się z drużyną. Parę dni po potwierdzeniu transferu Anglika, Guti (wraz ze swoim menedżerem) spotkał się na obiedzie z Pérezem i jego prawą ręką, Valdano. Klubowi działacze zapewnili go, że jest bardzo ważnym ogniwem drużyny. Real Madryt odpada w półfinale Champions League, ale wygrywa hiszpańską Primera División.
Nowy sezon zaczął się od kontuzji w meczu o Superpuchar Hiszpanii z RCD Mallorca. Po kontuzji znów zaczął walkę o miejsce w składzie. W jednym z kolejnych meczów – z Valencią – nie mógł zagrać Raúl, a Guti wskoczył na jego miejsce. Mimo że grał nie gorzej od reszty, nowy trener – Carlos Queiroz zdjął go po 55 minutach. Schodząc z boiska, nie kryjący wściekłości Guti cisnął o ziemię opaską kapitana. Ale już w następnym spotkaniu grał pełne 90 minut. W tym sezonie strzelił 4 bramki w 34 meczach. W sezonie 2004/2005 nie zdołał się wpisać na listę strzelców ani razu.
W sezonie 2007/2008 pełnił w drużynie prowadzonej przez Bernda Schustera kluczową rolę odnotowując w ciągu sezonu 14 asyst. W kolejnym sezonie ponownie odgrywał rolę jockera w drużynie zarówno u Schustera jak i u Ramosa. Sezon 2009/2010 zaczął jako rezerwowy. Gdy Manuel Pellegrini zaczął przekonywać się do jego talentu doszło do incydentu w wyjazdowym meczu Copa del Rey z Alcoronem (4:0), kiedy Guti siadając na ławce nie szczędził gorzkich słów trenerowi. Po tym meczu został odsunięty od kadry na kilka miesięcy, gdy wrócił odgrywał w drużynie głównie rolę „jokera”, który wchodzi na boisko gdy drużynie nie idzie, a on swoimi niekonwencjonalnymi zagraniami ma otwierać kolegom drogę do bramki, dzięki niemu Real wygrał m.in. dramatyczny mecz z Sevillą na Bernabeu (3:2). Od stycznia do listopada 2011 roku był zawodnikiem Beşiktaşu Stambuł. 12 Lipca 2012 roku Guti zapowiedział zakończenie kariery.

## Statystyki

### Zawodnik
| Sezon            | Klub             | Liga  | Liga | Puchar | Puchar | Rozgrywki kontynentalne | Rozgrywki kontynentalne | Inne  | Inne | Razem | Razem |
| Sezon            | Klub             | Mecze | Gole | Mecze  | Gole   | Mecze                   | Gole                    | Mecze | Gole | Mecze | Gole  |
| ---------------- | ---------------- | ----- | ---- | ------ | ------ | ----------------------- | ----------------------- | ----- | ---- | ----- | ----- |
| 1995-96          | Real Madryt      | 9     | 1    | -      | -      | 0                       | 0                       | -     | -    | 9     | 1     |
| 1996-97          | Real Madryt      | 14    | 0    | 3      | 0      | 0                       | 0                       | -     | -    | 17    | 0     |
| 1997-98          | Real Madryt      | 17    | 1    | 1      | 0      | 2                       | 0                       | 2     | 0    | 22    | 1     |
| 1998-99          | Real Madryt      | 28    | 1    | 4      | 2      | 4                       | 0                       | -     | -    | 36    | 3     |
| 1999-00          | Real Madryt      | 28    | 6    | 4      | 1      | 10                      | 1                       | 3     | 0    | 45    | 8     |
| 2000-01          | Real Madryt      | 32    | 14   | -      | -      | 12                      | 4                       | 2     | 0    | 46    | 18    |
| 2001-02          | Real Madryt      | 29    | 4    | 7      | 6      | 9                       | 3                       | 1     | 0    | 46    | 13    |
| 2002-03          | Real Madryt      | 34    | 4    | 3      | 2      | 15                      | 5                       | 2     | 2    | 54    | 13    |
| 2003-04          | Real Madryt      | 26    | 2    | 8      | 1      | 9                       | 0                       | 2     | 0    | 45    | 3     |
| 2004-05          | Real Madryt      | 31    | 0    | -      | -      | 8                       | 0                       | -     | -    | 39    | 0     |
| 2005-06          | Real Madryt      | 33    | 4    | 4      | 0      | 7                       | 2                       | -     | -    | 44    | 6     |
| 2006-07          | Real Madryt      | 30    | 1    | -      | -      | 7                       | 0                       | -     | -    | 37    | 1     |
| 2007-08          | Real Madryt      | 32    | 3    | 4      | 1      | 7                       | 0                       | 2     | 0    | 45    | 4     |
| 2008-09          | Real Madryt      | 18    | 3    | 1      | 0      | 6                       | 0                       | 2     | 0    | 27    | 3     |
| 2009-10          | Real Madryt      | 26    | 2    | 1      | 0      | 3                       | 1                       | -     | -    | 30    | 3     |
| Real Madryt      | Real Madryt      | 387   | 46   | 40     | 13     | 99                      | 16                      | 16    | 2    | 542   | 77    |
| 2010-11          | Beşiktaş JK      | 22    | 7    | 6      | 3      | 9                       | 1                       | -     | -    | 37    | 11    |
| 2011-12          | Beşiktaş JK      | 1     | 0    | 0      | 0      | 2                       | 1                       | -     | -    | 3     | 1     |
| Beşiktaş Stambuł | Beşiktaş Stambuł | 23    | 7    | 6      | 3      | 11                      | 2                       | 0     | 0    | 40    | 12    |
| Razem            | Razem            | 410   | 53   | 46     | 16     | 110                     | 18                      | 16    | 2    | 582   | 89    |

### Trener
Aktualne na 26 czerwca 2020.
| Zespół     | Od               | Do              | Statystyka | Statystyka | Statystyka | Statystyka | Statystyka |
| Zespół     | Od               | Do              | M          | W          | R          | P          | % W        |
| ---------- | ---------------- | --------------- | ---------- | ---------- | ---------- | ---------- | ---------- |
| UD Almería | 5 listopada 2019 | 26 czerwca 2020 | 22         | 9          | 5          | 8          | 40,91      |

## Sukcesy

### Real Madryt
- Mistrzostwo Hiszpanii: 1997, 2001, 2003, 2007, 2008
- Superpuchar Hiszpanii: 1997, 2001, 2003, 2008
- Liga Mistrzów: 1998, 2000, 2002
- Superpuchar Europy: 2002
- Puchar Interkontynentalny: 1998, 2002

### Beşiktaş JK
- Puchar Turcji: 2011

### Reprezentacja
- Mistrzostwo Europy U-21:1998